# Approssimazione
Un'approssimazione è una rappresentazione di una qualche grandezza che, pur essendo fatta in modo inesatto, è tuttavia abbastanza precisa per poter essere di una qualche utilità pratica. Benché il concetto di approssimazione si applichi prevalentemente ai numeri è anche frequentemente applicato ad altre entità come ad esempio, funzioni matematiche e geometriche, leggi fisiche.

## Descrizione
L'uso delle approssimazioni è giustificato dal fatto che spesso l'incompletezza delle informazioni disponibili non consente l'uso di modelli e rappresentazioni esatte. Inoltre molti problemi e fenomeni del mondo fisico sono o troppo complessi per essere rappresentati con espressioni analitiche, o addirittura impossibili da modellare. Inoltre, anche quando una rappresentazione analitica è nota, a volte può essere conveniente ai fini pratici adottare rappresentazioni approssimate, allo scopo di ridurre la complessità del problema.
Dal punto di vista prettamente numerico si possono avere due tipi di approssimazione:
- Approssimazione per troncamento: in questa tipologia di approssimazione si tronca letteralmente il numero a livello della cifra significativa necessaria: ad esempio, il numero 19,6923464 può essere troncato a livello della terza cifra significativa, ottenendo così 19,6; oppure a livello della quinta cifra significativa, risultando in questo modo 19,692; o, ovviamente, a livello di qualsiasi altra cifra, a seconda delle necessità che si presentano caso per caso. Occorre notare che gli zeri precedenti la cifra sono cifre significative mentre quelli successivi non lo sono poiché non influiscono sul valore. Inoltre quando si svolgono operazioni aritmetiche il risultato va espresso con il numero di cifre pari a quelle dell'operando che ne ha di meno.
- Approssimazione per arrotondamento: in questo secondo tipo di approssimazione si possono avere a loro volta due tipi di approssimazione, per difetto o per eccesso, a seconda che la prima cifra che vogliamo togliere assuma un valore minore di 5 (primo caso) o maggiore o uguale a 5 (secondo caso). Come nel caso precedente, un numero può essere approssimato a livello di qualsiasi cifra significativa: ad esempio il numero 19,692307 può essere arrotondato a livello della terza cifra significativa, ottenendo così 19,7; oppure a livello della quinta cifra significativa, risultando 19,692. Notiamo che nel primo caso il numero è di un decimo superiore rispetto a quello ottenuto per troncamento, mentre nel secondo caso i due numeri sono gli stessi in entrambe le tipologie di approssimazione; questo accade perché la quarta cifra del numero preso in esame (19,692307) è maggiore di cinque, mentre la sesta è minore di esso. Nel caso, infine, che si voglia approssimare un numero quale 22,45798 a livello della terza cifra significativa, poiché la cifra successiva ad essa è uguale a cinque, bisogna arrotondare il numero per eccesso, ottenendo 22,5.